# قصقاص
القَصْقاص (الاسم العلمي: Denisonia)، جنس حيات من فصيلة العرابيد. يستوطن أستراليا.

## الأنواع
هناك نوعان معترف بمها في جنس القصقاص
- Denisonia devisi (إدغار ريفينسود وايت  [لغات أخرى]‏ & Longman, 1920) – De Vis's banded snake, De Vis' banded snake
- Denisonia maculata (Steindachner, 1867) – ornamental snake